# São Pedro dos Crentes
São Pedro dos Crentes är en kommun i Brasilien.   Den ligger i delstaten Maranhão, i den östra delen av landet, 1 000 km norr om huvudstaden Brasília. Antalet invånare är 4 428.
Omgivningarna runt São Pedro dos Crentes är huvudsakligen savann. Runt São Pedro dos Crentes är det mycket glesbefolkat, med 4 invånare per kvadratkilometer.